# Дескоберту
Дескоберту (порт. Descoberto) — муниципалитет в Бразилии. входит в штат Минас-Жерайс. Составная часть мезорегиона Зона-да-Мата. Входит в экономико-статистический микрорегион Жуис-ди-Фора, который входит в Зона-да-Мата. Население составляет 4862 человека на 2006 год. Занимает площадь 213,198 км². Плотность населения — 22,8 чел./км².

## История
Город основан 16 июня 1824 года. 

## Статистика
- Валовой внутренний продукт на 2003 год составляет 23 542 001,00 реалов (данные: Бразильский институт географии и статистики).
- Валовой внутренний продукт на душу населения на 2003 год составляет 4998,30 реалов (данные: Бразильский институт географии и статистики).
- Индекс развития человеческого потенциала на 2000 год составляет 0,748 (данные: Программа развития ООН).